# Eddie Griffin
Eddie Jamaal Griffin (Filadelfia, Pensilvania, 30 de mayo de 1982-Houston, Texas, 17 de agosto de 2007) fue un jugador de baloncesto estadounidense que disputó 5 temporadas en la NBA. Con 2,06 metros de altura, jugaba en la posición de ala-pívot.

## Carrera deportiva

### Instituto
Eddie fue una celebridad en Philadelphia, incluso llegó a ser calificado como el mejor jugador de baloncesto que salía en la ciudad desde Wilt Chamberlain. Acudió al instituto Roman Catholic High School, al que lideró al campeonato en su año júnior, además de jugar en el McDonald's All American. 
La temporada siguiente sería noticia por un triste incidente. Eddie fue expulsado del instituto por una pelea con un compañero de equipo en la cafetería, aunque recibió su diploma un mes después de la graduación. Después, en la Universidad de Seton Hall también existieron rumores de que Griffin estuvo involucrado en peleas y disputas verbales con compañeros del equipo.

### Universidad
Griffin acudió a la Universidad de Seton Hall, donde ofreció un gran rendimiento en su única temporada en la NCAA. Fue en la temporada 2000-01, en la que promedió con los Pirates 17,8 puntos, 10,8 rebotes y 4,4 tapones, convirtiéndose en el primer jugador de Seton Hall en ser nombrado Freshman del Año en la Big East, además de Freshman de la semana durante las cuatro primeras. Fue incluido en el 2.º Mejor Quinteto de la Big East y se ganó la honorable mención All-America por The Associated Press.
Acabó segundo del país en tapones y quinto en rebotes en aquella campaña, instaurando un récord en su universidad con 133 tapones en una sola temporada. Firmó 21 dobles y un triple doble, el único en la historia de Seton Hall ante Norfolk State el 4 de diciembre de 2000. Su máximo en anotación fue 26 y en rebotes 21, logrando otro récord para un novato.

### NBA

#### Houston Rockets (2001-2004)
Griffin fue elegido por New Jersey Nets en el 7.º puesto de 1.ª ronda del draft de 2001. Sin embargo, los derechos del jugador serían inmediatamente traspasados a Houston Rockets a cambio de Jason Collins, Brandon Armstrong y los derechos de Richard Jefferson.
En su temporada de novato en Houston, la 2001-02, promedió 8,8 puntos, 5,7 rebotes y 1,84 tapones en los 73 partidos que disputó, 24 de ellos como titular. Fue incluido en el segundo mejor quinteto de Rookies.
En la siguiente temporada mantuvo el nivel con números similares; 8,6 puntos, 6 rebotes y 1,44 tapones por noche. 
Sin embargo, comenzó a tener problemas con el alcohol y pasó toda la temporada 2003-04 en rehabilitación. Tras el despido por parte de los Rockets del 27 de febrero de 2004, firmó con New Jersey Nets, pero no llegó a debutar con ellos.

#### Minnesota Timberwolves (2004-2007)
Antes de que comenzara la temporada 2004-05, fichó por Minnesota Timberwolves por una campaña, cumpliendo con promedios de 7,5 puntos y 6,5 rebotes en 21,3 minutos por partido. Tras el gran rendimiento mostrado, los Timberwolves renovaron su contrato y jugó la siguiente temporada en el equipo, descendiendo tanto sus números como sus minutos.
En su última temporada, solo pudo disputar 13 partidos en los que promedió 1,4 puntos y 1,9 rebotes por encuentro. En marzo de 2007, fue cortado por los Timberwolves.

## Estadísticas de su carrera en la NBA

### Temporada regular
| Año     | Equipo    | PJ  | PT  | MPP  | %TC  | %3P  | %TL  | RPP | APP | ROB | TPP | PPP |
| ------- | --------- | --- | --- | ---- | ---- | ---- | ---- | --- | --- | --- | --- | --- |
| 2001-02 | Houston   | 73  | 24  | 26.0 | .366 | .330 | .744 | 5.7 | .7  | .2  | 1.8 | 8.8 |
| 2002-03 | Houston   | 77  | 66  | 24.5 | .400 | .333 | .617 | 6.0 | 1.1 | .7  | 1.4 | 8.6 |
| 2004-05 | Minnesota | 70  | 0   | 21.3 | .387 | .328 | .718 | 6.5 | .8  | .3  | 1.7 | 7.5 |
| 2005-06 | Minnesota | 70  | 27  | 19.4 | .351 | .195 | .595 | 5.6 | .6  | .2  | 2.1 | 4.6 |
| 2006-07 | Minnesota | 13  | 0   | 7.1  | .259 | .000 | .800 | 1.9 | .3  | .0  | .5  | 1.4 |
| Total   | Total     | 303 | 117 | 22.2 | .377 | .315 | .671 | 5.8 | .8  | .3  | 1.7 | 7.2 |

## Vida personal

### Violencia doméstica
Durante el verano de 2004, debido a los cargos presentados por su pareja tras acusaciones de agresión y las recientes violaciones a las órdenes del juez, Griffin tuvo que pasar 11 días en la cárcel.

### Accidente
El 30 de marzo de 2006 se vio envuelto en un nuevo problema. Mientras conducía y veía una película pornográfica en un DVD, el jugador se estaba masturbando y tuvo un accidente de tráfico. Posteriormente, Griffin entró en una tienda cercana. La cámara de seguridad del establecimiento grabó a Griffin diciendo repetidamente que estaba borracho y no tenía carné de conducir, suplicando al hombre propietario del coche contra el que chocó que no llamara a la policía y ofreciéndole a cambio un nuevo vehículo. Sin embargo, la policía finalmente llegó pero no sometió al jugador al control de alcoholemia.

### Fallecimiento
Griffin murió con 25 años como resultado de un accidente automovilístico el 17 de agosto de 2007, aproximadamente a la 1:30 de la madrugada. La policía de Houston dijo en un informe que Griffin ignoró una señal de paso de tren y atravesó una barrera siendo embestido por un tren en movimiento. El incendio resultante quemó la camioneta de Griffin y el costado de un vagón que transportaba gránulos de plástico. El cuerpo de Griffin sufrió graves quemaduras y no hubo una identificación inicial. Los registros dentales revelaron más tarde que el hombre era Griffin. Tenía más de tres veces el límite legal de alcohol en su organismo cuando se estrelló, según un informe de la autopsia. La oficina del médico forense del condado de Harris dijo que Griffin murió a causa de "múltiples heridas contundentes". La oficina del médico forense realizó pruebas de la bilis y la sangre de su corazón e hígado y determinó que su nivel de alcohol en sangre era de 0,26; el límite legal en Texas es 0,08. Las pruebas no encontraron rastros de cocaína, barbitúricos ni ningún otro estupefaciente. El ex entrenador de los Timberwolves, Dwane Casey, dijo que no había hablado con Griffin en cinco o seis meses, pero sabía que Griffin pasaría el verano tratando de ponerse en forma para jugar en Europa la próxima temporada.  Fue enterrado en el cementerio de Northwood en Filadelfia. En el momento de su muerte tenía una hija de tres años llamada Amaree.